# Andrea Milani Comparetti
Pour les articles homonymes, voir Comparetti.
Andrea Milani Comparetti, né à Florence le 19 juin 1948 et mort à Ghezzano le 28 novembre 2018, est un mathématicien et astronome italien.

## Biographie
Son père, Adriano Milani Comparetti, était un pédopsychiatre et un pionnier dans la réhabilitation neuropsychiatrique infantile. Son oncle était Don Lorenzo Milani. Un de ses arrière-grands-pères était Luigi Adriano Milani (it), numismate et philologue, et ses arrière-arrière-grands-parents étaient Domenico Comparetti, philologue, papyrologue et épigraphe et Elena Raffalovich (it), pédagogue.
En 1970, il est diplômé en mathématiques à l'université de Milan, puis étudie par la suite à l'École normale de Pise.
Il devient ensuite professeur à l'Université de Pise. Il a été membre de la Société italienne de mécanique céleste et d'astrodynamique (SIMCA) et de l'Union astronomique internationale, où il a participé aux travaux de la commission 7 de la section I et des commissions 15 et 20 de la section III. Il a également fait partie du comité qui a étudié les dangers découlant de possibles impacts de corps célestes avec la Terre. Il était passionné et spécialiste de métallurgie et de l'histoire de la Russie et avait pour passe-temps l'écriture d'histoires de science-fiction.
Andrea Milani Comparetti est décédé le 28 novembre 2018 à Ghezzano.

## Carrière
Andrea Milani Comparetti travaillait en particulier sur la mécanique céleste, notamment sur les astéroïdes, en particulier les objets proches de la Terre, et les comètes.
Son intérêt particulier est la prévention de possibles impacts de corps célestes avec la Terre, ce pour quoi il s'est occupé du programme informatique Clomon-2,.
Parmi ses études est la préparation d'expériences pour la vérification de la thèse de Church-Turing par les ondes radio avec la sonde BepiColombo,.

## Reconnaissance
En 2010, Andrea Milani Comparetti a reçu le prix Brouwer, décerné par la division d'astrodynamique de l'American Astronomical Society.
En 2016 , il a reçu le prix GAL Hassin.
L'astéroïde (4701) Milani porte son nom.